# Asylum Street Spankers

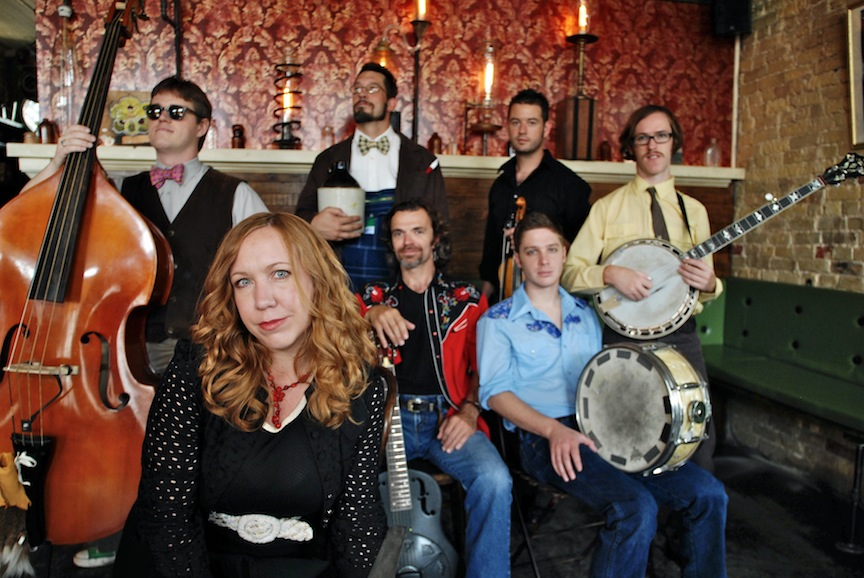
Asylum Street Spankers Anfang 2011

Die Asylum Street Spankers (1994–2011) waren eine amerikanische Vaudeville-Band aus Austin in Texas.

## Geschichte
Christina Marrs, Guy Forsyth und Wammo lernten sich im Frühjahr 1994 auf einen Musikerparty kennen und diskutierten danach die Gründung einer Jug-Band. Guy Forsyth organisierte weitere Musiker und sie begannen als die Asylum Street Spankers in den Nachtclubs und Musikkneipen von Austin aufzutreten. Die Band besteht seit ihrer Gründung aus etwa 6–7 Mitgliedern, wobei von den Gründungsmitgliedern inzwischen nur noch Wammo und Christina Marrs übrig geblieben sind. Insgesamt haben bis 2010 über 30 verschiedene Musiker mit den Asylum Street Spankers gespielt.
Außerhalb der USA tourten die Spankers mehrfach durch Europa und auch durch Japan.
Im Herbst 2006 veröffentlichten die Spankers mit Stick Magnetic Ribbons on Your SUV eine Satire gegen den Irak-Krieg auf Youtube. Der Titel und die Melodie sind dabei von Tie a Yellow Ribbon Round the Ole Oak Tree, einen Pophit aus den 1970ern, inspiriert. Die Satire entwickelte sich zu einem Youtube-Hit mit über einer Million Aufrufen innerhalb der ersten zwei Monate und erreichte eine honorable mention bei den Webby Awards 2007.
Im Januar 2008 führten die Spankers unter dem Titel What? And Give Up Show Biz? eine Revue am Barrow Street Theater in New York City (Off-Broadway) auf.
Ende 2010 schied auch Wammo aus der Band aus, so dass Christina Marrs das letzte verbliebene Gründungsmitglied war. Die Spankers entschieden sich dann dazu die Band 2011 nach einer Abschiedstournee aufzulösen.

## Musikstil

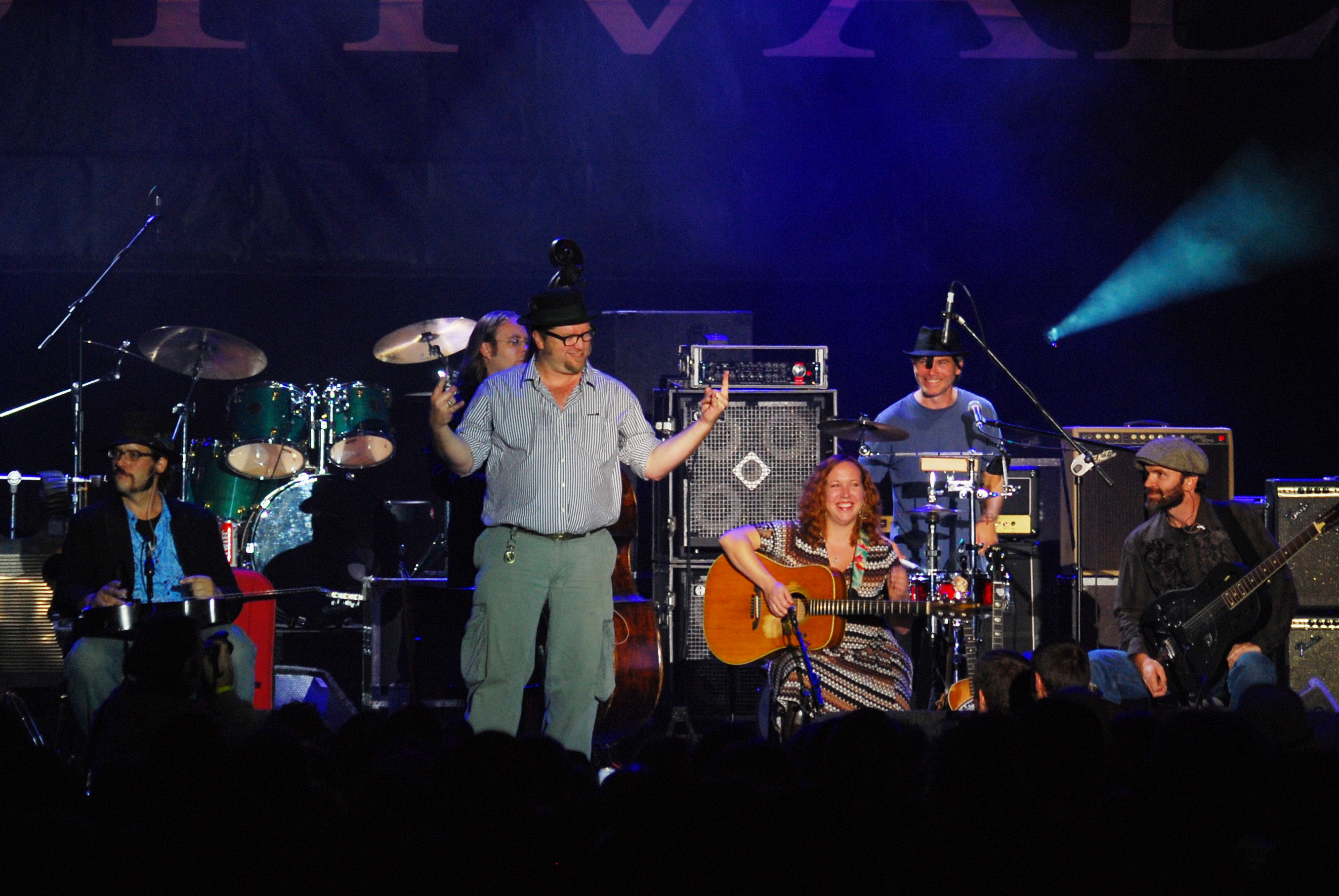
Asylum Street Spankers auf Rawa Blues Festival in Polen am 6. Oktober 2007

Die Musik der Spankers ist eine Mischung aus Vaudeville, Blues, Bluegrass, Jazz, Swing, Ragtime, Folk und Gospel. Die Spankers vermeiden bei ihren Arrangements elektronische Instrumente fast völlig und greifen stattdessen auf eine große Anzahl unterschiedlicher akustischer Instrumente zurück. Zur Anwendung kommen dabei unter anderem Waschbrett, Klavier, Banjo, Ukulele, Mandoline, Violine, Kontrabass, Gitarre, Mundharmonika, Klarinette, Singende Säge und Schlagzeug.
Ein Markenzeichen der Spankers sind ihre freizügigen, schlüpfrigen Texte über Drogen und Sexualität (u. a. Winning the war on drugs, Beer, Getting High, Jerry the Junker, Pussycat, Scrotum, Sugar in My Bowl). Viele Texte besitzen einen satirischen Charakter, oft werden doppelbödige Formulierungen verwandt. So beschreibt zum Beispiel der pussycat-Song oberflächlich die Erlebnisse einer Katze, die sich jedoch auch parallel als eine Beschreibung eines weiblichen Genitals deuten lassen.

## Alben

### CD
- Live (1995)
- Spanks for the Memories (1996)
- Nasty Novelties (EP, 1997)
- Hot Lunch (1999)
- Spanker Madness (2000)
- A Christmas Spanking (2001)
- Dirty Ditties (EP, 2002)
- My Favorite Record (2002)
- Strawberry (live, veröffentlicht 2003, aufgenommen 1998)
- Mercurial (2004)
- Pussycat (2005)
- Mommy Says No! (2006)
- What? And Give Up Show Biz? (Doppel-Live-CD, 2008)
- God's Favorite Band (2009)
- The Last Laugh (2014)

### DVD
- Sideshow Fez (DVD)
- Re-Assembly (2005) (DVD)